# Precis obscura
Precis obscura är en fjärilsart som beskrevs av Stoneham 1965. Precis obscura ingår i släktet Precis och familjen praktfjärilar. Inga underarter finns listade i Catalogue of Life.